# Зибарев, Анатолий Гордеевич
Анатолий Гордеевич Зибарев (11 августа 1936 — 24 февраля 2018) — советский работник промышленности, старший оператор Оренбургского газоперерабатывающего завода, Герой Социалистического Труда (1986).

## Биография
Родился 11 августа 1936 года в поселке Новосергиевка Оренбургской области в рабочей семье, русский.
Окончил семь классов школы и Орский нефтяной техникум. Трудовую деятельность начал в 1953 году — работал на Орском нефтеперерабатывающем заводе имени Чкалова в Чкаловской (позже — Оренбургской) области. Окончив в 1955 году ремесленное училище, был переведён на должность помощника оператора технологической установки, затем стал оператором пятого разряда. В 1957—1960 годах служил в Советской армии в пограничных войсках. Здесь был избран секретарём комсомольской организации заставы, вступил в КПСС.
В 1966 году вернулся в Орск на родной завод. В 1973 году поехал на строительство Оренбургского газоперерабатывающего завода, где работал стропальщиком, сварщиком и трактористом. Затем освоил технологическое оборудование по получению серы. Когда в 1974 году на заводе была запущена установка по производству серы, стал одним из первых её работников. С 1979 года старший оператор Оренбургского газоперерабатывающего завода. Досрочно выполнил планы одиннадцатой и двенадцатой пятилеток, выдав потребителям дополнительно около 1800 тонн комовой серы, применяющуюся для производства серной кислоты, сероуглерода и красителей. Был рационализатором, избирался членом партийного бюро объединения «Оренбурггазпром».
С 1987 года находился на пенсии, проживал в Оренбурге. Занимался общественной деятельностью: с 2013 года являлся членом Совета старейшин при губернаторе Оренбургской области..
В честь А. Зибарева ООО «Газпромдобыча Оренбург» организовало и проводит ежегодный Всероссийский турнир по хоккею с шайбой.
Скончался 24 февраля 2018 года в возрасте 81 года. Похоронен на кладбищенском комплексе «Степной-1» города Оренбурга.

## Награды
- Указом Президиума Верховного Совета СССР от 21 февраля 1986 года выдающиеся производственные достижения, досрочное выполнение заданий одиннадцатой пятилетки и проявленный трудовой героизм Зибареву Анатолию Гордеевичу было присвоено звание Героя Социалистического Труда с вручением ордена Ленина и золотой медали «Серп и Молот».
- Был награждён вторым орденом Ленина (1980), орденами Трудового Красного Знамени (1974) и «Знак Почёта» (1966), а также медалями, среди которых «Ветеран труда» и бронзовая медаль ВДНХ СССР.